# Cryphalomorphus
Cryphalomorphus är ett släkte av skalbaggar. Cryphalomorphus ingår i familjen vivlar.

## Dottertaxa tillCryphalomorphus, i alfabetisk ordning[1]
- Cryphalomorphus absonus
- Cryphalomorphus alienus
- Cryphalomorphus alternans
- Cryphalomorphus ankius
- Cryphalomorphus apicalis
- Cryphalomorphus approximatus
- Cryphalomorphus ater
- Cryphalomorphus badius
- Cryphalomorphus bangensis
- Cryphalomorphus basilaris
- Cryphalomorphus bicolor
- Cryphalomorphus braderi
- Cryphalomorphus brimblecombei
- Cryphalomorphus buruensis
- Cryphalomorphus camelliae
- Cryphalomorphus candidus
- Cryphalomorphus caraibicus
- Cryphalomorphus ceylonicus
- Cryphalomorphus communis
- Cryphalomorphus confragosus
- Cryphalomorphus corpulentus
- Cryphalomorphus creber
- Cryphalomorphus crenatus
- Cryphalomorphus cylindricus
- Cryphalomorphus eggersi
- Cryphalomorphus excellens
- Cryphalomorphus fugax
- Cryphalomorphus fujisanus
- Cryphalomorphus fulgens
- Cryphalomorphus fulgidus
- Cryphalomorphus fulvipennis
- Cryphalomorphus ghanaensis
- Cryphalomorphus grandis
- Cryphalomorphus granulatus
- Cryphalomorphus grobleri
- Cryphalomorphus grossepunctatus
- Cryphalomorphus hirtus
- Cryphalomorphus hobohmi
- Cryphalomorphus hylesinopsis
- Cryphalomorphus insularis
- Cryphalomorphus landolphiae
- Cryphalomorphus leprosulus
- Cryphalomorphus longipennis
- Cryphalomorphus mauritianus
- Cryphalomorphus minor
- Cryphalomorphus minutissimus
- Cryphalomorphus mus
- Cryphalomorphus nanulus
- Cryphalomorphus nobuchii
- Cryphalomorphus nubilus
- Cryphalomorphus ocularis
- Cryphalomorphus opacus
- Cryphalomorphus orientalis
- Cryphalomorphus papuanus
- Cryphalomorphus parvatis
- Cryphalomorphus pleiocarpae
- Cryphalomorphus pumilionides
- Cryphalomorphus pumilus
- Cryphalomorphus punctatus
- Cryphalomorphus pygmaeolus
- Cryphalomorphus robustus
- Cryphalomorphus rusticus
- Cryphalomorphus samoanus
- Cryphalomorphus scolytomimoides
- Cryphalomorphus separandus
- Cryphalomorphus setifer
- Cryphalomorphus similaris
- Cryphalomorphus sodalis
- Cryphalomorphus splendens
- Cryphalomorphus squamatilis
- Cryphalomorphus striatulus
- Cryphalomorphus subtriatus
- Cryphalomorphus tonsus
- Cryphalomorphus trucis
- Cryphalomorphus varius